# Lascabanes
Lascabanes foi uma antiga comuna francesa na região administrativa de Occitânia, no departamento de Lot. Estendia-se por uma área de 16,58 km². Em 2010 a comuna tinha 189 habitantes (densidade: 11,4 hab./km²).
Em 1 de janeiro de 2018, ela foi incorporada ao território da nova comuna de Lendou-en-Quercy.